# Batalha do Uto

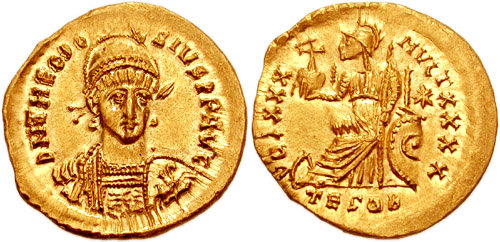
Soldo de Teodósio II r.

A batalha do Uto (em latim: Utus) foi travada em 447 entre o exército bizantino liderada pelo general Arnegisclo e os hunos liderados por Átila, o Huno (r. 434–453) no que é hoje o rio Vit, na Bulgária. Ela foi a última das sangrentas batalhas travadas entre bizantinos e hunos como parte da tentativa dos primeiros em frear a invasão huna.
Os detalhes acerca da campanha de Átila que culminou na batalha do Uto, bem como os eventos subsequentes, são obscuros. Apenas algumas poucas passagens de fontes bizantinas (Romana de Jordanes, a crônica de Conde Marcelino e a Crônica Pascoal) estão disponíveis. Como toda a atividade bélica de Átila nos Bálcãs, a evidência fragmentada não permite uma reconstrução incontroversa dos eventos.

## Batalha
Em 443, quando o imperador Teodósio II (r. 408–450) deixa de enviar os tributos anuais acordados com os hunos e Átila lidera um exército contra as províncias imperiais nos Bálcãs, que são invadidas e saqueadas. Mais adiante, em 447, ele repetiu o mesmo feito. Uma poderosa força sob o mestre dos soldados da Trácia Arnegisclo se deslocou à sua base em Marcianópolis a oeste e encontrou-se com os invasores no rio Uto, na província da Dácia Ripense. Arnegisclo, ao lado de Areobindo e Áspar, estava entre os oficiais que foram derrotados por Átila em 443.
O exército bizantino era composto principalmente por uma força combinada, incluindo exércitos campais de Ilírico, Trácio e o exército na presença do imperador. Os bizantinos, apesar de seus esforços pare deter o inimigo, foram derrotados, mas as baixas parecem tem sido severas para ambos os lados. Diz-se que em cerco momento durante o combate o cavalo de Arnegisclo foi morto e ele lutou bravamente a pé até ser morto pelos invasores.

## Rescaldo
Marcianópolis caiu imediatamente para os hunos, que a destruíram, e ela permaneceu desolada até ser restaurada por Justiniano (r. 527–565) 100 anos depois. Pior ainda, a capital imperial Constantinopla esteve sob grande ameaça dos hunos, pois suas muralhas haviam sido arruinados num terremoto em janeiro de 447 e sua população sofria de praga. Contudo, o prefeito pretoriano Constantino conseguiu repará-las dentro de dois meses ao mobilizar toda a mão-de-obra disponível na cidade, inclusive as fações do Hipódromo. Os rápidos reparos, a transferência urgente de um corpo de soldados isáurios a cidade e as altas baixas do exército huno na batalha forçaram Átila a abandonar qualquer pretensão de sitiar a capital.
Em vez disso, Átila rumou para sul em direção às indefesas províncias balcânicas (Ilírico, Trácia, Mésia, Cítia e ambas as Dácias) até chegar nas Termópilas. Calínico de Rufiniana, que ainda vivia na Trácia naquele tempo, escreveu em sua Vida de São Hipácio que "mais de 100 cidades foram capturadas, Constantinopla quase ficou em perigo e muitos homens fugiram dela", embora isso provavelmente foi um exagero.
A paz foi apenas restaurada quando um tratado foi assinado em 448. Por este tratado, Teodósio II concordou em pagar um grande tributo anual. Além disso, uma vasta terra de ninguém em território bizantino foi criada; ela estendia-se a uma distância de cinco dias de viagem ao sul do Danúbio e funcionou como uma zona-tampão.